# Bouffémont
Bouffémont egy község Franciaországban. Lakosainak száma 6565 fő (2022. január 1.).

## Földrajza
Bouffémont Baillet-en-France, Saint-Prix, Chauvry, Domont és Moisselles községekkel határos.